# Vitsebsk
Vitsebsk (belarusiska: Віцебск), även Vitebsk (ryska: Витебск), är en stad i nordöstra Belarus, belägen vid floden Dvina. År 2016 hade staden 368 574 invånare .

## Historia
Vitsebsk nämndes första gången 1021 och tillhörde då furstendömet Polotsk, men var därefter ett par århundraden huvudort i ett eget furstendöme, som 1320 förenades med Litauen.
Vitsebsk var åren 1802-1924 huvudstad i guvernementet Vitebsk, beläget vid Düna och den där utfallande Vitba. År 1913 hade staden 108 909 invånare, därav omkring hälften judar. Under den tyska ockupationen 1941-1944 förintades större delen av stadens judiska befolkning.
Konstnären Marc Chagall föddes i det närbelägna Liozna, fyra mil östsydöst om staden. Han var aktiv i Vitsebsk, där han bland annat grundade han en konstskola. Chagalls barndomshem i Vitsebsk finns bevarat och fungerar som museum, ett konstcenter i hans namn öppnades 1992.

## Sport
- FK Vitsebsk (fotbollsklubb);
- Central sport komplex stadion, (kapacitet: 8.100)